# Ottravads församling
Ottravads församling var en församling i Skara stift, i Tidaholms kommun, Skaraborgs län. Församlingen uppgick 1992 i Dimbo-Ottravads församling.

## Administrativ historik
Församlingen har medeltida ursprung. 
Församlingen var till 1 maj 1925 annexförsamling i pastoratet Dimbo och Ottravad som till omkring 1550 även omfattade Dvärstorps församling. Från 1 maj 1925 till 1962 annexförsamling i pastoratet Dimbo, Ottravad, Hångsdala, Skörstorp och Östra Gerum. Från 1962 till 1992 annexförsamling i pastoratet Varv, Kungslena, Hömb, Dimbo och Ottravad. Församlingen uppgick 1992 i Dimbo-Ottravads församling.

## Kyrkor
- Dimbo-Ottravads kyrka var sedan 1813 en gemensam kyrka med Dimbo församling.